# Dokumenterzeugung
Der Begriff Dokumenterzeugung (auch Dokumentenerzeugung, Dokumenterstellung oder Briefschreibung) bezeichnet das automatisierte Erstellen von Dokumenten mit Hilfe einer hierfür vorgesehenen Software.

## Beschreibung
Dokumenterzeugungssoftware greift auf gespeicherte Vorlagen für unterschiedliche Dokumenttypen zu. Layout, Corporate Design sowie die Position der Textbausteine entsprechen so einer einheitlichen Gestaltung. Abhängig vom Verwendungszweck ist das Einfügen individueller Texte und Adressen oder Änderungen an den automatisiert erstellten Inhalten möglich. Das erstellte Dokument kann gespeichert, gedruckt oder auf elektronischem Weg, z. B. per E-Mail, versendet werden. Sollen Dokumente an mehrere Empfänger, ggf. individualisiert, versandt werden, können automatisiert Serienbriefe erstellt werden.

## Einsatzbereiche
Meist wird eine Dokumenterzeugungssoftware in Unternehmen und Behörden, die häufig Dokumente mit wiederkehrenden Inhalten erstellen und versenden, eingesetzt.